# Jarić-grad
Jarić-grad je kopneni arheološki lokalitet u Hrvatskoj. Nalazi se pokraj Grude, općina Konavle. Registrirano je kulturno dobro stavljeni su pod zaštićenu kulturno-povijesnu baštinu. Postojeći status zaštite je "E - evidentirano kulturno dobro", a planirani status zaštite je "PZ - preventivno zaštićeno kulturno dobro".
Jarić-grad je pretpovijesno i antičko naselje. U njemu je obilje rimskih ostataka i crkvica Sv. Ivana. Naselje je bilo poveće u svom vremenu. Crkvica Sv. Ivana vjerojatno je podignuta u doba ranog kršćanstva, na pretpovijesnom kamenom tumulu. U blizini, na zapadnim padinama Paljeg brda, na jugoistočnom dijelu Konavoskog polja je alazi se veliki antički lokalitet Mirine, gdje je bila rimska villa rustica, dobro opskrbljena vodom odvojkom glavnog vodovoda od Vodovađe prema Cavtatu.